# San Pier Niceto
San Pier Niceto là một đô thị ở tỉnh Messina trong vùng Sicilia của Italia, có vị trí cách khoảng 170 km về phía đông của Palermo và vào khoảng 20 km về phía tây của Messina. Tại thời điểm ngày 31 tháng 12 năm 2004, đô thị này có dân số 3.084 người và diện tích là 36,3 km².
Đô thị San Pier Niceto có các frazioni (các đơn vị cấp dưới, chủ yếu là các làng) San Pier Marina, Serro, Zifronte, và Pirrera.
San Pier Niceto giáp các đô thị: Condrò, Fiumedinisi, Gualtieri Sicaminò, Monforte San Giorgio, Pace del Mela, Santa Lucia del Mela.